# آبلایخان ژوسوپوف
آبلایخان ژوسوپوف (قزاقی: Абылайхан Қайратұлы Жүсіпов؛ زادهٔ ۱۰ ژانویهٔ ۱۹۹۷) بوکسور اهل قزاقستان است.